# Odocoileus goudotii
El venado de páramo (Odocoileus goudotii) es un cérvido que habita en el norte de Sudamérica. 

## Distribución
Esta especie se distribuye en la región andina y en la zona de páramos del norte de América del Sur, en la cordillera oriental de Colombia, en los departamentos de Boyacá, Cundinamarca, Santander y Norte de Santander. También habita en el oeste de Venezuela, en el páramo del Tamá, en las entidades federales de Táchira y Apure.
Se caracteriza por vivir en altitudes comprendidas entre los 3500 y los 4000 m s. n. m..

## Taxonomía
Este taxón fue descrito originalmente en el año 1846 por los zoólogos franceses Claudio Gay y François Louis Paul Gervais.
Durante décadas fue considerado sólo una subespecie del venado de cola blanca común (Odocoileus virginianus), es decir: Odocoileus virginianus goudotii, hasta que nuevos estudios efectuados en el año 1999 permitieron elevarla a la categoría de especie plena.
Odocoileus virginianus apurensis Brokx, 1972 fue indicada como habitando al este de los Andes colombianos, además de los llanos orientales y la Amazonía del mismo país. Smith sinonimizó a este taxón en O. c. goudotii, por lo que su distribución dicho autor se la asignó a esta forma.
Cabrera había sinonimizado a Odocoileus lasiotis en O. goudotii, pues pensaba que no había aislamiento genético entre ambas, al creer erróneamente que la cordillera de Mérida se trata de una prolongación hacia el este y con alturas continuas, de la cordillera oriental de Colombia. En realidad, las especies que habitan los páramos de ambos cordones orográficos han vivido siempre separados, aun durante los máximos glaciares, pues entre ambos ecosistemas de altura se interpone la hondonada conocida como depresión del Táchira, compuesta por una serie de valles que operan como un corredor, el que mide 60 km de ancho y 960 m de altitud, y que se encuentra cubierto por densas y altas selvas húmedas andinas, hábitat no favorable a esta especie.
Localidad tipo
La localidad tipo es: “habita en las regiones más altas de Nueva Granada” (hoy Colombia).

## Características y costumbres
El rasgo más destacado de O. goudotii es un notable hundimiento de la región
frontal del cráneo, inmediatamente antes del arranque del rostro, continuado por una pronunciada elevación de la caja craneana. Esta peculiaridad está ausente en otras especies de venados de cola blanca.
O. goudotii posee el pelaje con una coloración general de tonalidad gris-clara con tonos ocráceos. Es mucho más largo y espeso que O. cariacou pero más compacto y corto que el de O. lasiotis.
Es un animal de hábitos huidizos, terrestres y crepusculares. Recorre, solo en pareja o pequeños grupos, en búsqueda de vegetación tierna, intentando pasar desapercibido de sus predadores. Es un rumiante con una dieta herbívora y frugívora; consume brotes, hojas, frutos y semillas. 
Frente a una amenaza, emprende la huida; en la carrera mantiene la cola levantada (la cual es blanca por debajo) para que el destello blanco actúe como una señal visual de peligro para otros miembros de su grupo, si bien en este taxón es más corta, y elevada expone menos blanco, comparándola con la de los venados de cola blanca norteamericanos.
Se comunica sexualmente y marca su territorio mediante la orina y con el frotado de objetos con alguna de sus varias glándulas odoríferas: preorbitales (junto a sus ojos), tarsales e interdigitales (en sus patas) y las situadas en las bases de su cornamenta. La glándula metatarsal —presente en los venados de cola blanca norteamericanos— en este taxón posee un escaso o nulo desarrollo. 
Ambos sexos poseen el mismo pelaje todo el año, es decir, no presentan cambio estacional. El macho es el único que presenta cornamenta, la cual es ramificada, siendo renovada todos los años. Al entrar las hembras al estro, los machos se enfrentan en combates entre sí para tener el derecho a montarlas. El ganador podrá copular con cuantas hembras le sea posible. Luego de una gestación que dura unos 7 meses, la hembra pare una sola cría, la que muestra una librea compuesta por un salpicado blanco en el pelaje dorsal, el que va desapareciendo con el correr de los meses.